# Van de Rijdt
Van de Rijdt is een Nederlands voormalig openbaarvervoerbedrijf uit Grave en vervoerde reizigers per bus van Nijmegen via Grave naar andere delen van Noord-Brabant, waaronder 's-Hertogenbosch en Eindhoven. Dit bedrijf ging later op in Vitesse en is daarmee een van de wortels van de latere vervoersbedrijven Zuidooster en Hermes.

## Oprichting
Het familieondernemen Van de Rijdt werd opgericht in 1923 door Toon van de Rijdt uit Grave. Van de Rijdt verzorgde een busdienst van Nijmegen naar Grave. Concurrentie was binnen een jaar uitgeschakeld. In 1926 werd busonderneming Theelen overgenomen en ging Van de Rijdt ook rijden op de lijn 's-Hertogenbosch-Grave. Toon van Rijdt en zijn broer Albert verzorgden zo veel mogelijk de ritten terwijl hun zus Wilhelmina Hendrika (Mina) Crefcoeur-van de Rijdt de administratie verzorgde.

## Concurrentie van de NS
De Nederlandse Spoorwegen probeerden de nieuwe busondernemingen te bestrijden door het opzetten van een eigen busbedrijf, de Algemeene Transport Onderneming (ATO). Deze kreeg een vergunning om doorgaande reizigers van Nijmegen via Grave te vervoeren naar Eindhoven, 's-Hertogenbosch en Boxmeer, maar mocht geen reizigers met als eindbestemming Grave vervoeren. Dit bleef gegund aan Van de Rijdt. Het bleek dat ATO echter toch veel reizigers tot aan Grave vervoerde. Een protest van Van de Rijdt werd bij Koninklijk Besluit ongegrond verklaard. In 1929 begon ATO minder rendabele lijnen in Noord-Brabant op te heffen en raakt daardoor ook de winstgevende lijn Nijmegen-Grave-Eindhoven kwijt. Van de Rijdt vroeg direct vergunning voor de vervallen ATO lijnen aan en deze werden aan Van de Rijdt toegewezen. In 1931 onderhield Van de Rijdt vijf lijnen:
- Nijmegen-Grave-Heesch-'s-Hertogenbosch
- Nijmegen-Grave-Uden-Gemert-Eindhoven
- Nijmegen-Hatert-Overasselt-Grave
- Nijmegen-Grave-Mill-Helmond
- Nijmegen-Grave-Boxmeer-Venray

## Einde van Van de Rijdt
In 1937 ondervond Van de Rijdt problemen met de Rijkbelastingen. Maas-Buurtspoorweg (MBS) en Brabantsche Buurtspoorwegen en Autodiensten (BBA) probeerden hiervan te profiteren. Mina Crefcoeur-van de Rijdt was echter niet van plan om te verkopen en schrikte de kopers af met een hoge prijs. Door een nieuwe wetgeving op het gebied van personenvervoer en de oorlogsdreiging, met de daaraan gekoppelde algehele mobilisatie, kreeg Van de Rijdt het in 1939 nog moeilijker. Van de Rijdt besloot het bedrijf te verkopen aan de NS. Op 10 februari 1940 nam de NS lijndiensten en vergunningen van Van de Rijdt over en ging het bedrijf verder als Van de Rijdt NV. Van de Rijdt werd ondergebracht bij ATO en fungeerde een tijd als tweedekringsbedrijf, een dochter van ATO met een eigen directie die verantwoording aflegde aan het bestuur van ATO. In 1941 ging Van de Rijdt op in Vitesse, een busonderneming die door ATO was overgenomen. Het bedrijf Vitesse zou in 1949 met MBS fuseren tot de busonderneming Zuidooster, welke in 1995 met Verenigd Streekvervoer Limburg (VSL) uit Limburg fuseerde tot de huidige busonderneming Hermes.